# Leopold Szenderowicz
Leopold Szenderowicz (ur. ok. 1868 we Lwowie, zm. 22 października 1928 tamże) – polski dziennikarz.

## Życiorys

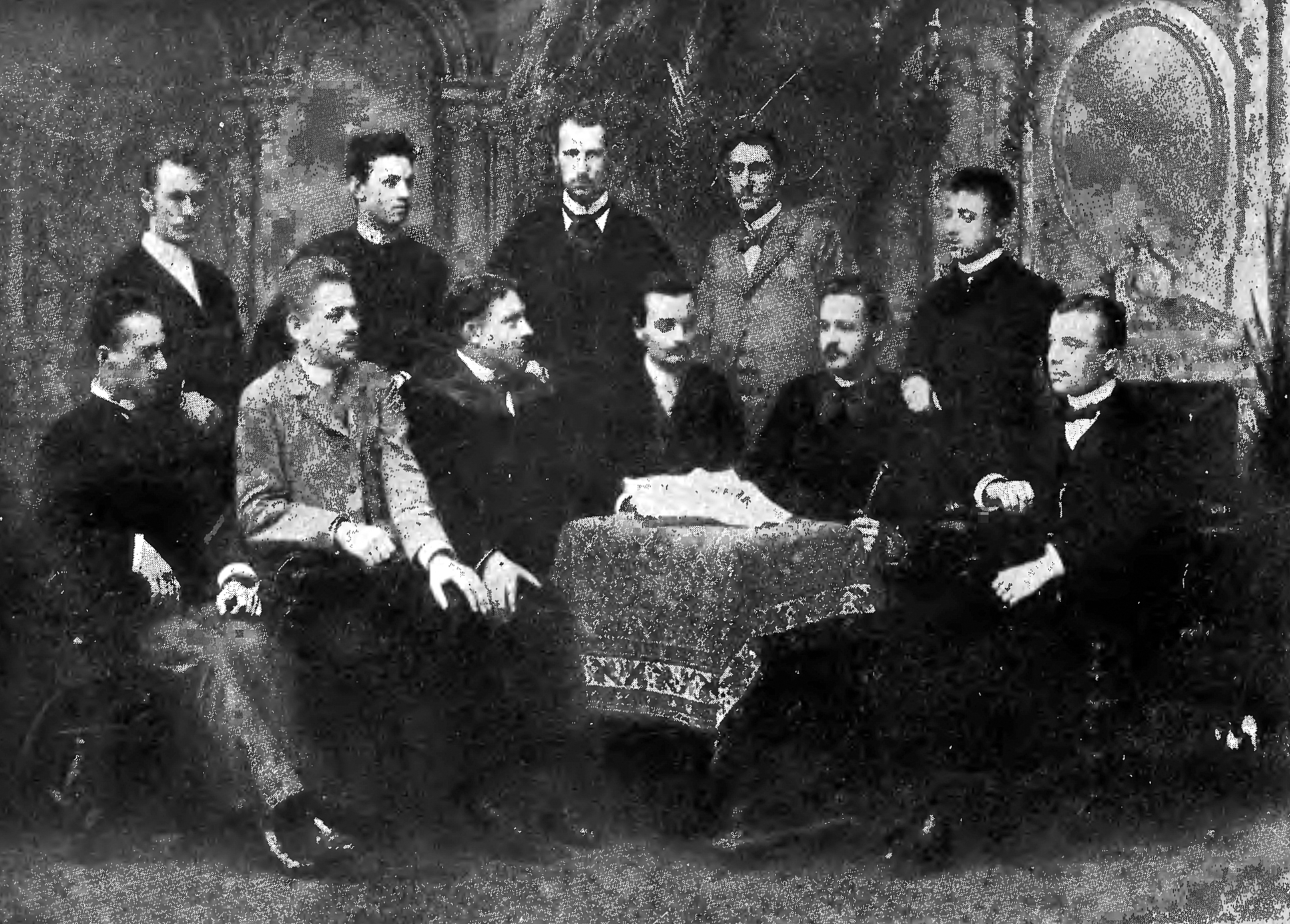
Komitet redakcyjny pisma „Życie”. Pierwszy od lewej stoi Leopold Szenderowicz

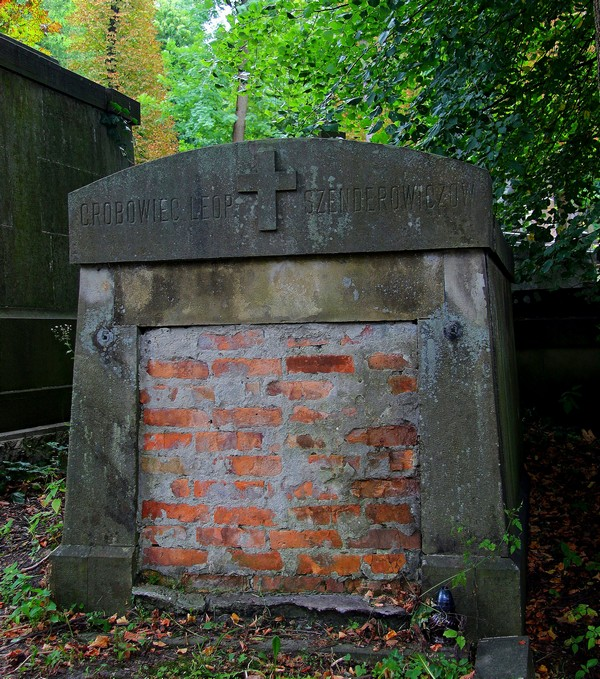
Grobowiec Szenderowiczów

Urodził się około 1868 we Lwowie. W 1886 miał 18 lat i był kandydatem seminarium nauczycielskiego. W tym roku był jednym z 14 osób sądzonych w politycznym procesie „Orła Białego”, w którym młodzież polska w wieku 17-20 lat była oskarżona przez C. K. Prokuratorię we Lwowie o popełnienie występków z § 285, 286, 287 ustawy karnej (głównym oskarżonym był Zygmunt Sulimirski). Obwinieni mieli być członkami tajnego zrzeszenia, założonego w drugiej połowie 1885 Centralnego Związku Orła Białego. W drugiej połowie września 1886 wszyscy oskarżeni zostali uwolnieni przez sąd karny od zarzutów. Był jednym z redaktorów pisma „Życie”, założonego we Lwowie przez działaczy organizacji narodowej.
Został dziennikarzem, początkowo był redaktorem „Słowa Polskiego”. Potem był dyrektorem i współredaktorem „Wieku Nowego”. Pracował też dla krakowskiej „Nowej Reformy”. Był jednym z najstarszych dziennikarzy lwowskich. Należał do Towarzystwa Dziennikarzy Polskich we Lwowie, we władzach którego był członkiem wydziału, wybierany do tego gremium 19 grudnia 1919, 16 maja 1925. 23 października 1917 został wybrany członkiem rady nadzorczej założonego wtedy Konsumu Dziennikarskiego we Lwowie. Był także członkiem Syndykatu Dziennikarzy Polskich we Lwowie i zasiadał w komisji rewizyjnej tegoż (wybrany 2 lutego 1920).
Przyjęto, że Szenderowicz podsunął Gabrieli Zapolskiej postać swojej kamieniczniczki Gołąbowej i jej rodziny, których opis pisarka wykorzystała przy tworzeniu dramatu Moralność pani Dulskiej (1907).
Od 7 listopada 1900 był żonaty z aktorką teatralną Antoniną Ogińską. W dniu 23 grudnia 1910 została ona zastrzelona przez jej kochanka, Kazimierza Lewickiego. Leopold Szenderowicz do końca życia był ponownie żonaty. Zmarł 22 października 1928 w wieku 60 lat. Został pochowany na Cmentarzu Łyczakowskim we Lwowie.